# Folkägt företag

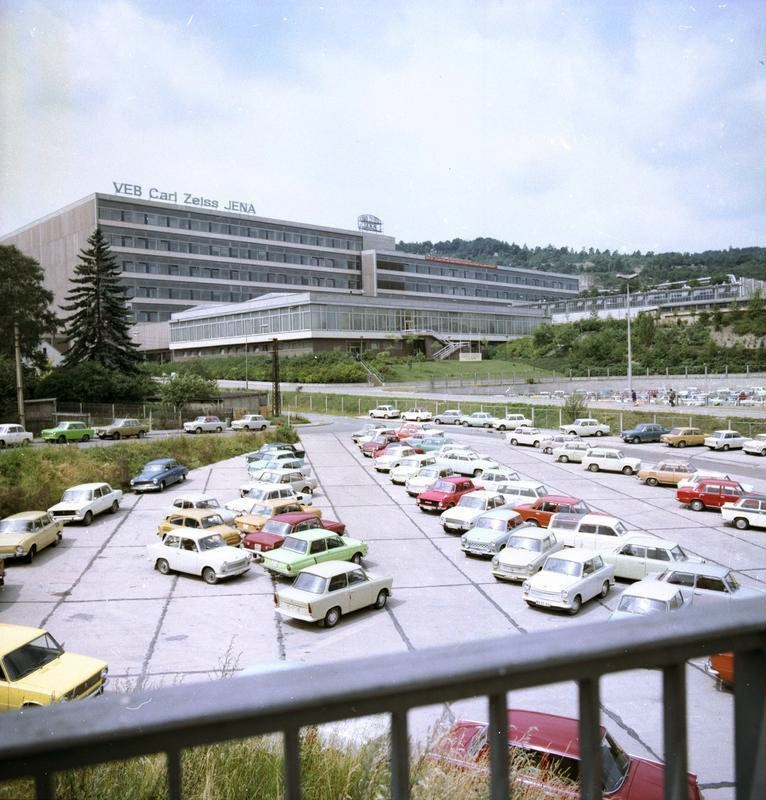
VEB Carl Zeiss Jena (1978)

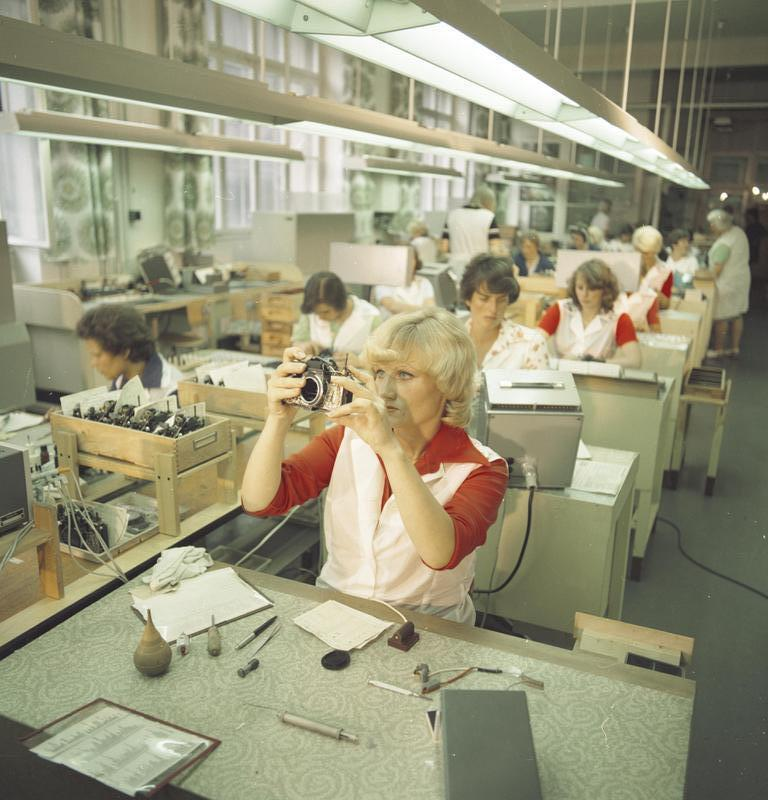
VEB Pentacon (1978)

Ett folkägt företag (tyska: Volkseigener Betrieb, VEB) var i Östtyskland ett företag som ägdes av staten.
Det östtyska näringslivet hade det sovjetiska som förebild och skapades åren efter andra världskriget i den sovjetiska inflytandezonen och senare Östtyskland, då privatägda företag förstatligades. Formellt var de folkets egendom och låg under den östtyska stats- och partiledningen. Det kan också gälla ett privat företag som förstatligades av den östtyska staten.
För varje folkägt företag fanns en ansvarig verksledare, Werkleiter, som ledde arbetet tillsammans med en sekreterare från statspartiet SED och en ordförande från företagets fackförening. Under de första åren var de olika VEB uppdelade i branscher och ingick i förbundet Vereinigungen Volkseigener Betriebe (VVB) . I slutet av 1960-talet valde man att omstrukturera och bildade så kallade Kombinat. Dessa VVB och kombinat låg då under den statliga planeringskommissionens, Staatliche Plankommission, ansvar och planering liksom landets industriministerier. 1989 var cirka 80 % av alla anställda i DDR sysselsatta i ett VEB. 
Treuhandanstalt var ett statligt företag i Tyskland med uppgift att privatisera eller lägga ner dessa statligt ägda företag i forna Östtyskland efter Tysklands återförening.

## Folkägda företag i Östtyskland
Exempel på folkägda företag i Östtyskland. Flera av dem finns kvar men har privatiserats med delvis andra namn.
- VEB Automobilwerk Eisenach
- VEB Barkas-Werke Karl-Marx-Stadt
- VEB Bergmann-Borsig, Berlin
- VEB Carl Zeiss Jena
- VEB Chemiekombinat Bitterfeld, Bitterfeld (CKB)
- VEB Chemische Werke Buna
- VEB DEFA Kopierwerke Berlin
- VEB Deutsche Schallplatten (med märkena Amiga, Litera, Eterna)
- VEB Elektromotorenwerk
- VEB Filmfabrik Wolfen (ORWO) (f.d. Agfa)
- VEB Horch Automobilwerk Zwickau
- VEB Kombinat Berliner Verkehrsbetriebe
- VEB Kraftfahrzeugwerk Horch Zwickau
- VEB RFT Nachrichtenelektronik Leipzig
- VEB Neptunwerft Rostock (Neptunvarvet)
- VEB Persil-Werk Genthin (senare Spee, idag åter Henkel)
- VEB Piko Sonneberg
- VEB Sachsenring Automobilwerke Zwickau
- VEB Sachsenring Kraftfahrzeug- und Motorenwerk Zwickau
- VEB Zetti Schokoladen und Zuckerwaren Zeitz
- VEB Mikroelektronik "Karl Marx" Erfurt
- VEB Kombinat Robotron
- VEB Schilderwerk Beutha
- VEB Volkswerft Stralsund